# Inovo (Knjaževac)
Pour les articles homonymes, voir Inovo.
Inovo (en serbe cyrillique : Иново) est un village de Serbie situé dans la municipalité de Knjaževac, district de Zaječar. Au recensement de 2011, il comptait 54 habitants.
Inovo est situé sur les bords du Trgoviški Timok.

## Démographie
| 1948 | 1953 | 1961 | 1971 | 1981 | 1991 | 2002 | 2011 |
| ---- | ---- | ---- | ---- | ---- | ---- | ---- | ---- |
| 419  | 394  | 365  | 259  | 215  | 184  | 100  | 54   |

|  |